# Diomede-szigetek

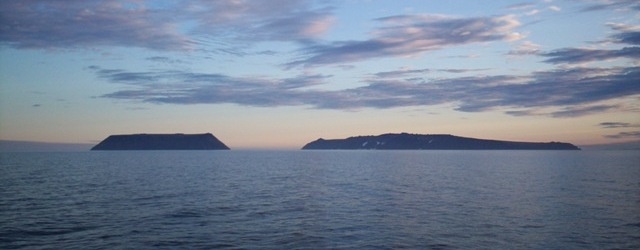
Balra a Kis-Diomede, jobbra a Nagy-Diomede látható

A Diomede-szigetek (orosz острова Диомида, angol Diomede Islands) egy szigetcsoport a Bering-szoros közepén. Két tagja van, a Nagy-Diomede (Imaqliq vagy Ratmanov-sziget) Oroszországhoz, a Kis-Diomede (Inaliq vagy Krusenstern-sziget) az Amerikai Egyesült Államokhoz tartozik. A két államszövetség szárazföldi területei közötti távolság itt mindössze 3,8 km: át lehet látni az USA-ból Oroszországba. A Nagy-Diomede egyben Oroszország legkeletibb pontja is – az USA legnyugatibb pontja az Aleut-szigetek utolsó tagján található.
A két földdarab között nemcsak nemzetközi határ húzódik, hanem a dátumválasztó hosszúsági kör is.
A szigetek egyetlen lakott települése a Kis-Diomede nyugati felén lévő Diomede falu. Évtizedekkel ezelőtt az orosz sziget is lakott volt, de a hidegháború során a szovjet kormány a kontinensre költöztette a népességet. Napjainkban a sziget továbbra is lakatlan, csak egy orosz meteorológiai állomás található rajta, valamint egy lezuhant Li-2 katonai gép.
A szigetek szubglaciális vulkáni tevékenység során alakultak ki.

## Történelme
A Diomede-szigeteket az európai felfedezők közül Szemjon Ivanovics Gyezsnyov pillantotta meg először, 1648-ban. Nevüket Vitus Bering dán felfedezőtől kapták, aki 1728-ban Szent Dioméd napján, augusztus 16-án érkezett a szigetekhez.
Az Alaszka eladását rögzítő 1867. évi szerződés Oroszország és az Egyesült Államok között úgy rendelkezik, hogy a határ egyenlő távolságra húzódjon a két szigettől, majd egyenesen észak felé tartva ossza ketté a Jeges-tengert.
A két sziget őslakosai – akár vízi úton, akár a befagyott szoros jegén át – rendszeresen látogatták egymást, eljártak egymás ünnepségeire és kereskedtek is. A hidegháború idején ennek vége szakadt, a határszakasz szigorú ellenőrzés alá került; az alaszkaiak – a két blokk közötti más határok mintájára – Jégfüggönynek nevezték el.
1987-ben Lynne Cox hosszútávúszó a 4 °C-os vízben átúszott az amerikai oldalról a szovjet oldalra – ez a hidegháború befejeződésének egyik jelképes mozzanata.
A Bering-szoros alatt vezető Alaszka–Oroszország-alagút terveiben a szigetek megállókként szerepelnek.